# Czatyr-Tau
Czatyr-Tau (ros. Чатыр-Тау) – masyw górski w Rosji na Wyżynie Bugulmijsko-Belebejskiej. Jest jednym z najwyższych wzniesień w Tatarstanie o wysokości 321,7 m n.p.m. Znajduje się w rejonie aznakajewskim, 7 km od miasta Aznakajewo. W języku tatarskim nazwa masywu oznacza namiot-góra. Od 1999 roku jest rezerwatem przyrody (zakaznikiem) o powierzchni 41,5 km². 
Na zboczach masywu rosną liczne gatunki roślin stepowych, z których 50 jest pod ochroną. W rezerwacie znajduje się największa w Tatarstanie kolonia świstaków stepowych (około 7000 osobników).
W XVIII wieku wydobywano tutaj miedź. Dlatego zachodnie zbocza masywu pokryte są licznymi sztolniami. 